# 兄畑駅
兄畑駅（あにはたえき）は、岩手県八幡平市沖ノ平にある、東日本旅客鉄道（JR東日本）花輪線の駅である。
当駅のすぐ西は秋田県との県境である。

## 歴史
- 1931年（昭和6年）10月17日：鉄道省の駅として二戸郡田山村に開業[2]。
- 1970年（昭和45年）4月1日：貨物の取り扱いを廃止[2]。
- 1971年（昭和46年）10月1日：荷物の扱いを廃止[3]。無人化[4]。
- 1987年（昭和62年）4月1日：国鉄分割民営化により、東日本旅客鉄道の駅となる[2]。
- 2000年（平成12年）：簡素な駅舎に改築。
- 2018年（平成30年）6月1日：大更駅の業務委託化に伴い、盛岡駅に管理駅が変更となる。
- 2024年（令和6年）10月1日：えきねっとQチケのサービスを開始[1][5]。

## 駅構造
単式ホーム1面1線を有する地上駅である。かつては相対式ホーム2面2線で列車交換可能だった。
盛岡統括センター（盛岡駅）管理の無人駅である。駅舎の隣にトイレが置かれている。

## 駅周辺
- 国道282号
- 東北自動車道（インターチェンジやサービスエリアはなく、接続はしていない）
- 兄畑簡易郵便局
- 米代川
- 高畑山

## 隣の駅
東日本旅客鉄道（JR東日本）
■花輪線
田山駅 - 兄畑駅 - 湯瀬温泉駅